# Sabrina Salerno
Sabrina Salerno (născută Sabrina Debora Salerno, n. 15 martie 1968, Genova, Italia), cunoscută și ca Sabrina este o cântăreață italiană, dar fotomodel, actriță, producător de televiziune, producător muzical și textier.
Și-a început cariera prin anii '80 obținând un succes deplin, în 1987, cu cântecul Boys (Summertime Love).
La 18 septembrie 2024, ea a anunțat pe Facebook că va face o operație pentru a îndepărta un nodul canceros dintr-un sân

## Discografie

### Albume
- Sabrina (1987)
- Super Sabrina (1988)
- Over The Pop (1989)
- Maschio Dove Sei (1995)
- A Flower's Broken (1999)
- Erase Rewind (2008)

### Single-uri
- 1985: Sexy Girl
- 1987: Lady Marmelade
- 1987: Hot Girl - Germania: #19, Elveția: #13
- 1987: Boys - Germania: #2, UK: #3, Austria: #5, Elveția: #1, Norvegia: #3, Spania: #1
- 1988: Voulez-vous coucher avec moi?
- 1988: My Chico - Italia: #1, Germania: #56
- 1988: All Of Me - Germania: #16, UK: #25, Elveția: #12
- 1989: Like A Yo-Yo - #72 UK
- 1989: Gringo - #95 UK
- 1989: Guys & Dolls
- 1990: Yeah, Yeah (Remix)
- 1991: Cover Model
- 1991: Siamo Donne
- 1994: Rockawillie
- 1994: Angel Boy
- 1996: Fatta E Rifatta
- 1999: I Love You
- 2005: I Feel Love (Good Sensation)
- 2008: Erase Rewind
- 2009: Erase Rewind (Remix)